# Kifli-zsomboly
A Kifli-zsomboly az Aggteleki Nemzeti Parkban található egyik barlang. A barlang az Aggteleki-karszt és a Szlovák-karszt többi barlangjával együtt 1995 óta a világörökség része.

## Leírás
Az Alsó-hegy fennsíkján, Bódvaszilas központjától É-ra, a Vecsem-bükk csúcsától 278°-ra, 1080 m-re, fokozottan védett területen lévő töbör ÉNy-i oldalán, 525 m tengerszint feletti magasságban van a barlang bejárata. A Vecsembükki-zsombolytól haladva a sárga sáv jelzésű turistaúton az úttól jobbra (Ny-ra) található a zsomboly sziklás bejárati udvara. Néhány turistatérkép jelöli a barlang helyét zsombolyjellel és a barlang nevének feltüntetésével.
Középső triász wettersteini mészkőben keletkezett a zsomboly. A barlang vízszintes kiterjedése 22 m. Felszínre nyíló nagy beszakadásának alján, egy 0,5 m átmérőjű nyíláson lehet egy nagyon érdekes, meanderező formákat mutató, lejtő és törmelékes aljú folyosóba jutni. A folyosó végén található egy álfenék. A barlang nincs lezárva. Engedély nélkül, kötéltechnikai eszközök alkalmazásával látogatható. A barlang bejárásához 22 m kötél, 3 karabiner, 1 kötélvédő és 2 kötélgyűrű szükséges.
Kitöltéséből fosszilis barlangi medve, barna medve és denevér csont került elő. A keskeny barlangot nem használhatta barlangi medve és barna medve lakóhelyül, ezért valószínűleg beestek a zsombolyba. Mivel jelenleg a bejárati részen álfenék akadályozza, hogy nagy termetű élőlény bejusson a barlangba, ezért feltételezhető, hogy az álfenék a medvék csontjainak bekerülése után alakult ki.
Előfordul a barlang az irodalmában 64 (Kósa 1992), Gouffre Kifli (Bajomi 1968), Gouffre-Kifli (Bajomi 1968), Kifli-Schachthöhle (Loksa 1967), Kifli zsomboly (Bajomi 1965), Lepecsö-zs. (Vlk 2019), Lépcső-zsomboly (Bertalan 1976), Rohlík (Vlk 2019), Rožek (Vlk 2019), SZ/6 (Kósa 1992) és V-2 (Kósa 1992) neveken és jelölésekkel is. 1964-ben volt először Kifli-zsombolynak nevezve a barlang az irodalmában.

## Kutatástörténet
Az 1964. évi Karszt- és Barlangkutatási Tájékoztatóban meg lett említve, hogy a Kifli-zsomboly lépcsőzetes felépítésű barlang. 1965 áprilisában Kósa Attila vezetésével biológiai kutatás történt a zsombolyban. A vizsgálatkor fosszilis barlangi medve, barna medve és denevér csont került elő. Találtak vörös róka, nyugati piszedenevér, kis patkósdenevér, nagyfülű denevér, vadmacska, borz, házimacska, nagy pele, európai őz, Lepus, európai mókus, sárganyakú erdeiegér, madár és ember csontot is.
Az 1965. évi Karszt- és Barlangkutatási Tájékoztatóban Bajomi Dániel részletesen ismertette a barlangot és felsorolta, hogy melyik állatfajok csontjai kerültek elő a zsombolyból és hogy melyik állatfajok lettek meghatározva jelenlegi faunájából. A leírásban az olvasható, hogy a Kifli-zsomboly nagy bejárata sűrű erdőben, karros töbör oldalában van, Scholtz Pál Kornél szerint 520 m tengerszint feletti magasságban. A tanulmányban megjelent a barlang alaprajz térképe, vetületi hosszmetszet térképe és 2 keresztmetszet térképe. A térképeket Kósa Attila szerkesztette. A barlangot a térképek elkészítéséhez Bajomi Dániel, Kósa Attila és Székely Kinga mérték fel. Ekkor elkészült a barlang kifejtett hosszmetszet térképe is, de nem lett publikálva. A vetületi hosszmetszet térképen látható a 2 keresztmetszet elhelyezkedése a barlangban. A térképek 1:200 méretarányban mutatják be a barlangot. (Ismeretlen időpontban, ismeretlen személy megrajzolta a barlang alaprajz térképét, hosszmetszet térképét beszerelési vázlattal és két keresztmetszet térképét az 1965-ben publikált térképek alapján.)
Az 1963–1967. évi Karszt- és Barlangkutatásban megjelent Bajomi Dániel barlangismertetése francia nyelven. Publikálva lettek a barlang 1965-ben kiadott térképei. A tanulmányhoz mellékelve lett egy Székely Kinga által készített fénykép, amelyen a barlang bejárata figyelhető meg, illetve egy Kósa Attila által készített fénykép, amelyen a barlang biológiai vizsgálata látható. 1970-ben Dénes György elküldte az Országos Természetvédelmi Hivatalnak a Kifli-zsombolyról szóló és általa összeállított, 4 tételből álló irodalomjegyzéket.
Bertalan Károly 1976-ban befejezett kéziratában az olvasható, hogy az Alsó-hegyen, Bódvaszilason helyezkedik el a Kifli-zsomboly (Lépcső-zsomboly). 520 m tengerszint feletti magasságban, az Iskola-zsombolytól Ny–ÉNy-ra kb. 300 m-re, sűrű erdővel borított, karros töbör oldalában van a barlang bejárata. A lépcsőzetes felépítésű barlang 25,2 m hosszú. Barlangi medve és egyéb fosszilis csontokat találtak benne. A kézirat barlangot ismertető része 2 publikáció alapján lett írva.
Az 1977. január 30-án készült és a barlang 1975. novemberi bejárásán alapuló szpeleográfiai terepjelentés szerint Bódvaszilason, 531 m tengerszint feletti magasságban található a barlang. Töbör ÉNy-i peremén van a zsomboly bejárata. Az 1977. évi Karszt és Barlangban megjelent, Bajomi Dániel által írt tanulmány szerint Oribella cavatica nevű atka, valamint Onychiurus kadići és Arrhopalites furcatus hungaricus nevű ugróvillás rovarok előfordulnak a Kifli-zsombolyban. A tanulmányban van egy Magyarország térkép, amelyen a Magyarországon lévő, biológiailag kutatott barlangok földrajzi elhelyezkedése figyelhető meg. A térképen látható a biológiailag részlegesen feldolgozott Kifli-zsomboly földrajzi elhelyezkedése. 28 állatfaj lett meghatározva a barlangból. A folyóirat 1977. évi különszámába bekerült a tanulmány angol nyelvű változata. Ebben a tanulmányban is közölve lett a térkép, amelyen Kifli Shaft a barlang neve.

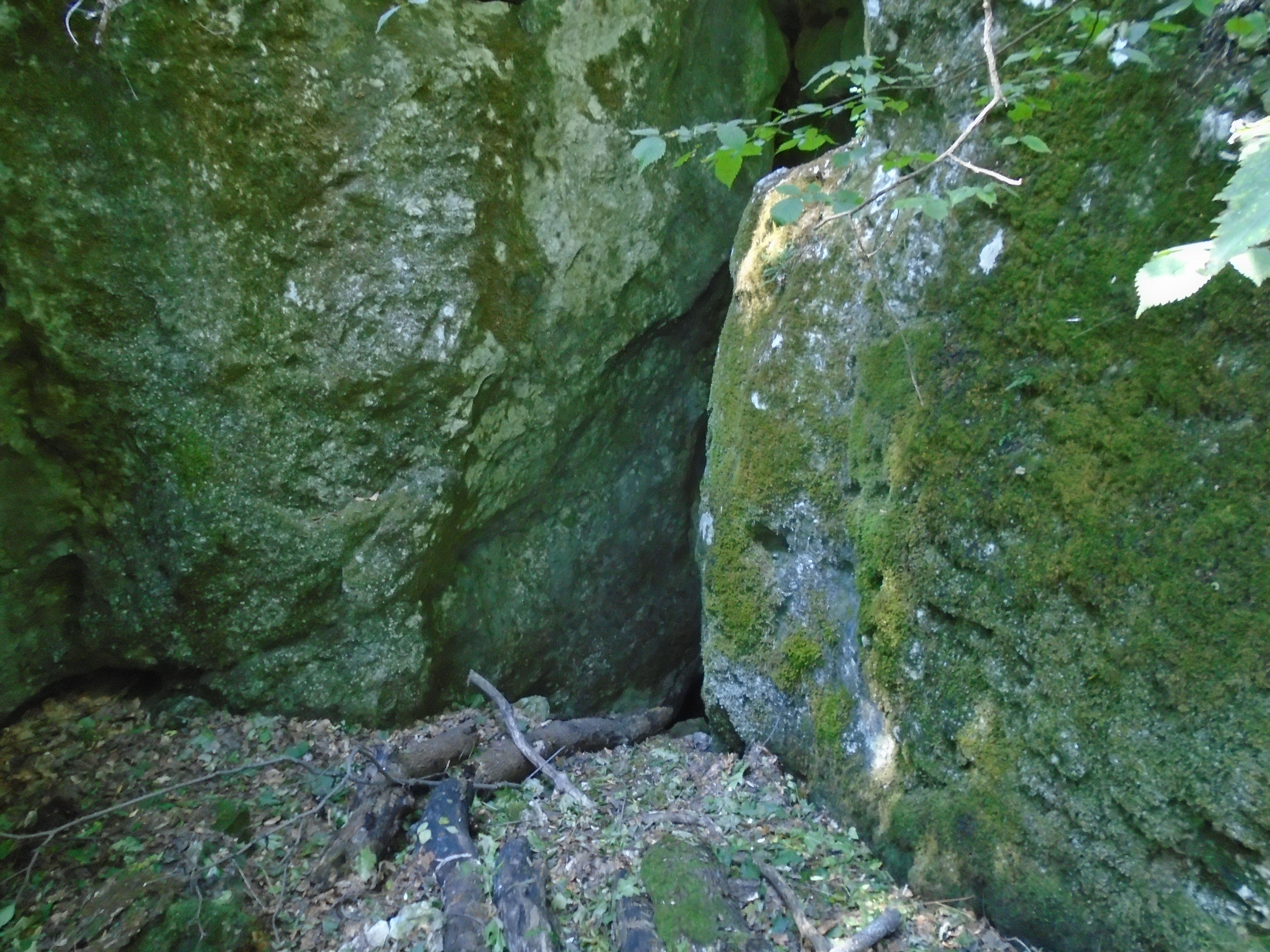
A Kifli-zsomboly bejárata

Az 1984-ben napvilágot látott, Magyarország barlangjai című könyvben van egy Magyarország térkép, amelyen a Magyarországon lévő, biológiailag kutatott barlangok földrajzi elhelyezkedése figyelhető meg. A térképen látható a biológiailag részlegesen feldolgozott Kifli-zsomboly földrajzi elhelyezkedése. A kiadvány országos barlanglistájában szerepel az Aggteleki-karszton lévő barlang Kifli-zsomboly néven Lépcső-zsomboly névváltozattal. A listához kapcsolódóan látható az Aggteleki-karszt és a Bükk hegység barlangjainak földrajzi elhelyezkedését bemutató 1:500 000-es méretarányú térképen a barlang földrajzi elhelyezkedése. Az 1992. évi Karszt és Barlangban publikált, az Alsó-hegy magyarországi részének töbreit, zsombolyait és beszakadásait bemutató ábrán látható a barlang földrajzi elhelyezkedése. Az 1992-ben kiadott, Alsó-hegyi zsombolyatlasz című könyvben, az Alsó-hegy fennsíkjának magyarországi oldalát bemutató egyik térképen meg van jelölve a barlang helye. A kiadványban megjelentek a barlang 1965-ben publikált térképei. Az oldalon, ahol a térképek vannak, több adattal együtt fel van tüntetve 5 irodalmi mű, amelyekben említve van a barlang.
A barlang az Aggteleki-karszt és a Szlovák-karszt többi barlangjával együtt 1995 óta a világörökség része. A Nyerges Attila által 1997-ben készített szakdolgozat szerint a 26 m mély Kifli-zsomboly az Alsó-hegy magyarországi részének 21. legmélyebb barlangja. Az 1999. évi Lakatos Kupa egyik helyszíne volt. 2001-ben radondetektor lett elhelyezve mélypontja felett kb. 6 m-re. A 2008. szeptember 27-én megrendezett XV. Lakatos Kupa kiadványában 26 m mély, 52 m hosszú és 22 m vízszintes kiterjedésű barlangként szerepel. A füzetben megjelentek a barlang ismeretlen időpontban készült térképei. A Kifli-zsomboly a verseny egyik lehetséges érintőpontja volt.
Az Alsó-hegy karsztjelenségeiről szóló, 2019-ben kiadott könyvben az olvasható, hogy a Kifli-zsomboly (Rohlík, Rožek, Lepecsö-zs.) 52 m hosszú és 26 m mély. A barlang azonosító számai: Szlovákiában 64, Magyarországon 5452/30, egyéb SZ/6, V-2. A könyvben publikálva lettek a barlang 1965-ben kiadott térképei. A barlangot ismeretlen időpontban Bajomi Dániel, Kósa Attila és Székely Kinga mérték fel, majd ismeretlen időpontban Kósa Attila a felmérés alapján megrajzolta a barlang térképeit. A térképeket 2015-ben Luděk Vlk digitalizálta. A kiadványhoz mellékelve lett az Alsó-hegy részletes térképe. A térképet Luděk Vlk, Mojmír Záviška, Ctirad Piskač, Jiřina Novotná, Miloš Novotný és Martin Mandel készítették. A térképen, amelyen fekete ponttal vannak jelölve a barlangok és a zsombolyok, látható a Kifli-zsomboly (5452/30, 64) földrajzi elhelyezkedése.

## További irodalom
- Havliček, David – Vojiř, V.: Speleologický Prúzkum Dolného Vrchu. Slovensky Kras, 1984. 22. köt. 213–244. old.
- Kósa Attila: Közvetlen felszínalatti karsztos képződmények morfológiai és műszaki vonatkozású vizsgálata. Kézirat, 1969. Doktori disszertáció, Budapesti Műszaki Egyetem.
- Kósa Attila: Az Alsó-hegy zsombolyai. Barlangnapi tájékoztató. MKBT és Tektonik, 1982.